# Liste der Städte in Tschechien
Die Liste der Städte in Tschechien bietet einen Überblick über die Entwicklung der Einwohnerzahl der größeren Städte des Staates Tschechien und enthält eine vollständige Auflistung aller 610 Städte des Landes in alphabetischer Reihenfolge (Stand 5. Mai 2023).

## Nach Einwohnerzahl
Die mit Abstand größte Agglomeration in Tschechien ist Prag mit einer Einwohnerzahl von 1.301.432 (Stand 26. März 2021). Damit leben 12 Prozent der Menschen des Landes in der Hauptstadtregion.
Die folgende Tabelle enthält die Städte mit mehr als 20.000 Einwohnern. Die Einwohnerzahlen beziehen sich auf die Ergebnisse der Volkszählungen (Zensus) vom 1. November 1980, 3. März 1991, 1. März 2001, 26. März 2011, 1. Januar 2021 und eine Schätzung für den 1. Januar 2023. Aufgeführt ist auch die Region, zu der die Stadt gehört. Die Einwohnerzahlen beziehen sich auf die jeweilige Gemeinde in ihren politischen Grenzen, ohne politisch selbständige Vororte.
(VZ = Volkszählung, S = Schätzung)
| Rang | tschechischer Name | deutscher Name         | VZ 1980   | VZ 1991   | VZ 2001   | VZ 2011   | S 2021    | S 2023    | Region           |
| ---- | ------------------ | ---------------------- | --------- | --------- | --------- | --------- | --------- | --------- | ---------------- |
| 1.   | Praha              | Prag                   | 1.182.186 | 1.212.010 | 1.169.106 | 1.268.796 | 1.335.084 | 1.357.326 | Prag             |
| 2.   | Brno               | Brünn                  | 371.463   | 387.986   | 376.172   | 385.913   | 382.405   | 396.101   | Südmähren        |
| 3.   | Ostrava            | Ostrau                 | 322.073   | 327.553   | 316.744   | 296.224   | 284.982   | 283.504   | Mähren-Schlesien |
| 4.   | Plzeň              | Pilsen                 | 170.701   | 173.129   | 165.259   | 170.322   | 175.219   | 181.240   | Pilsen           |
| 5.   | Liberec            | Reichenberg            | 96.893    | 101.934   | 99.102    | 102.754   | 104.261   | 107.389   | Liberec          |
| 6.   | Olomouc            | Olmütz                 | 102.112   | 105.690   | 102.607   | 101.003   | 100.514   | 101.825   | Olmütz           |
| 7.   | České Budějovice   | Budweis                | 90.700    | 97.283    | 97.339    | 93.715    | 94.229    | 96.417    | Südböhmen        |
| 8.   | Hradec Králové     | Königgrätz             | 96.145    | 99.889    | 97.155    | 94.314    | 92.683    | 93.506    | Hradec Králové   |
| 9.   | Pardubice          | Pardubitz              | 92.730    | 94.857    | 90.668    | 90.767    | 91.755    | 92.149    | Pardubice        |
| 10.  | Ústí nad Labem     | Aussig                 | 93.229    | 99.739    | 95.436    | 93.000    | 91.982    | 91.963    | Ústí             |
| 11.  | Zlín               | Zlin                   | 81.287    | 84.634    | 80.854    | 75.318    | 74.478    | 74.191    | Zlín             |
| 12.  | Havířov            | Hawirzow               | 85.946    | 86.267    | 85.855    | 76.694    | 70.165    | 70.245    | Mähren-Schlesien |
| 13.  | Kladno             | Kladen                 | 71.141    | 71.735    | 71.132    | 68.103    | 68.896    | 68.436    | Mittelböhmen     |
| 14.  | Most               | Brüx                   | 61.543    | 70.675    | 68.263    | 65.193    | 65.341    | 63.856    | Ústí             |
| 15.  | Opava              | Troppau                | 59.384    | 63.601    | 61.382    | 58.351    | 55.996    | 55.512    | Mähren-Schlesien |
| 16.  | Frýdek-Místek      | Friedeck-Mistek        | 56.457    | 65.067    | 61.400    | 56.356    | 55.006    | 54.188    | Mähren-Schlesien |
| 17.  | Jihlava            | Iglau                  | 50.224    | 52.271    | 50.702    | 50.075    | 51.125    | 52.548    | Vysočina         |
| 18.  | Teplice            | Teplitz-Schönau        | 53.964    | 53.039    | 51.060    | 49.640    | 49.705    | 50.843    | Ústí             |
| 19.  | Karviná            | Karwin                 | 78.334    | 68.368    | 65.141    | 56.897    | 50.902    | 50.172    | Mähren-Schlesien |
| 20.  | Karlovy Vary       | Karlsbad               | 57.189    | 56.291    | 53.358    | 48.639    | 48.319    | 49.043    | Karlsbad         |
| 21.  | Děčín              | Tetschen               | 54.661    | 55.112    | 52.506    | 49.106    | 47.951    | 47.180    | Ústí             |
| 22.  | \| Chomutov        | Komotau                | 51.769    | 53.191    | 51.007    | 48.328    | 48.349    | 46.940    | Ústí             |
| 23.  | Jablonec nad Nisou | Gablonz an der Neiße   | 42.179    | 45.918    | 45.266    | 44.567    | 45.317    | 45.830    | Liberec          |
| 24.  | Mladá Boleslav     | Jungbunzlau            | 41.908    | 44.471    | 44.255    | 44.303    | 44.506    | 45.000    | Mittelböhmen     |
| 25.  | Prostějov          | Proßnitz               | 48.505    | 50.102    | 48.159    | 44.857    | 43.381    | 43.551    | Olmütz           |
| 26.  | Přerov             | Prerau                 | 50.593    | 51.341    | 48.335    | 44.361    | 42.451    | 41.634    | Olmütz           |
| 27.  | Česká Lípa         | Böhmisch Leipa         | 25.064    | 39.667    | 39.307    | 36.017    | 37.361    | 37.262    | Liberec          |
| 28.  | Třebíč             | Trebitsch              | 29.989    | 39.348    | 39.021    | 36.998    | 35.107    | 34.712    | Vysočina         |
| 29.  | Třinec             | Trzynietz              | 44.739    | 45.189    | 38.953    | 36.263    | 34.778    | 34.306    | Mähren-Schlesien |
| 30.  | Tábor              | Tabor                  | 31.867    | 36.329    | 36.557    | 34.430    | 34.119    | 34.301    | Südböhmen        |
| 31.  | Znojmo             | Znaim                  | 37.972    | 39.910    | 35.758    | 34.122    | 33.775    | 34.146    | Südmähren        |
| 32.  | Kolín              | Kolin                  | 32.501    | 31.582    | 30.258    | 30.922    | 32.490    | 33.289    | Mittelböhmen     |
| 33.  | Příbram            | Pribram                | 35.123    | 36.869    | 35.886    | 33.084    | 32.248    | 32.743    | Mittelböhmen     |
| 34.  | Cheb               | Eger                   | 30.886    | 31.847    | 32.893    | 32.401    | 31.920    | 31.954    | Karlsbad         |
| 35.  | Písek              | Pisek                  | 28.104    | 29.986    | 29.796    | 29.706    | 30.379    | 30.742    | Südböhmen        |
| 36.  | Trutnov            | Trautenau              | 29.506    | 31.957    | 31.997    | 30.312    | 29.958    | 29.660    | Hradec Králové   |
| 37.  | Kroměříž           | Kremsier               | 28.179    | 29.386    | 29.225    | 29.154    | 28.360    | 28.185    | Zlín             |
| 38.  | Orlová             | Orlau                  | 28.733    | 36.307    | 34.856    | 29.896    | 28.330    | 27.966    | Mähren-Schlesien |
| 39.  | Vsetín             | Wesetin                | 29.927    | 29.359    | 29.190    | 26.638    | 25.782    | 25.393    | Zlín             |
| 40.  | Šumperk            | Mährisch Schönberg     | 28.108    | 29.533    | 29.490    | 26.737    | 25.452    | 25.061    | Olmütz           |
| 41.  | Uherské Hradiště   | Ungarisch Hradisch     | 25.015    | 27.049    | 26.876    | 25.818    | 25.001    | 24.812    | Zlín             |
| 42.  | Břeclav            | Lundenburg             | 23.978    | 26.909    | 26.713    | 24.737    | 24.554    | 24.544    | Südmähren        |
| 43.  | Hodonín            | Göding                 | 28.154    | 30.736    | 27.361    | 24.961    | 24.385    | 23.805    | Südmähren        |
| 44.  | Český Těšín        | Teschen                | 23.389    | 26.573    | 26.429    | 24.394    | 24.069    | 23.487    | Mähren-Schlesien |
| 45.  | Chrudim            | –                      | 21.393    | 23.986    | 23.898    | 23.239    | 23.140    | 23.443    | Pardubice        |
| 46.  | Havlíčkův Brod     | Deutsch Brod           | 23.610    | 24.481    | 24.375    | 23.769    | 23.255    | 23.398    | Vysočina         |
| 47.  | Litoměřice         | Leitmeritz             | 23.231    | 25.073    | 24.879    | 24.098    | 23.623    | 23.124    | Ústí             |
| 48.  | Nový Jičín         | Neutitschein           | 27.274    | 27.126    | 26.970    | 23.202    | 23.151    | 23.015    | Mähren-Schlesien |
| 49.  | Krnov              | Jägerndorf             | 25.678    | 25.933    | 25.764    | 24.008    | 23.130    | 22.848    | Mähren-Schlesien |
| 50.  | Litvínov           | Oberleutensdorf        | 29.551    | 27.751    | 27.397    | 24.905    | 23.489    | 22.695    | Ústí             |
| 51.  | Valašské Meziříčí  | Wallachisch Meseritsch | 22.800    | 27.684    | 27.362    | 27.332    | 22.149    | 22.630    | Zlín             |
| 52.  | Strakonice         | Strakonitz             | 22.063    | 23.944    | 23.800    | 23.325    | 22.428    | 22.583    | Südböhmen        |
| 53.  | Sokolov            | Falkenau               | 25.066    | 25.240    | 25.081    | 23.347    | 22.924    | 22.227    | Karlsbad         |
| 54.  | Klatovy            | Klattau                | 21.744    | 23.166    | 23.033    | 22.890    | 22.140    | 22.496    | Pilsen           |
| 55.  | Kopřivnice         | Nesselsdorf            | 19.044    | 23.840    | 23.747    | 22.174    | 21.657    | 21.669    | Mähren-Schlesien |
| 56.  | Kutná Hora         | Kuttenberg             | 20.927    | 21.542    | 21.453    | 20.497    | 20.828    | 21.417    | Mittelböhmen     |
| 57.  | Jindřichův Hradec  | Neuhaus                | 19.923    | 22.803    | 22.695    | 21.574    | 21.169    | 20.828    | Südböhmen        |
| 58.  | Bohumín            | Oderberg               | 25.177    | 23.430    | 23.284    | 21.649    | 20.308    | 20.643    | Mähren-Schlesien |
| 59.  | Žďár nad Sázavou   | Saar                   | 23.350    | 24.434    | 24.289    | 22.328    | 20.485    | 20.519    | Vysočina         |
| 60.  | Vyškov             | Wischau                | 19.733    | 23.111    | 22.514    | 21.391    | 20.676    | 20.426    | Südmähren        |
| 61.  | Blansko            | Blanz                  | 19.508    | 21.361    | 21.361    | 20.629    | 20.306    | 20.174    | Südmähren        |

## Alphabetische Übersicht
Es folgt eine alphabetische Übersicht aller 610 Städte in Tschechien (5. Mai 2023). Die deutschen Namen sind in Klammern angegeben:

### A
| - Abertamy (Abertam) - Adamov (Adamsthal) | - Andělská Hora (Engelsberg) - Aš (Asch) |

### B
| - Bakov nad Jizerou (Bakow a. d. Iser) - Bavorov (Barau) - Bechyně (Beching) - Bečov nad Teplou (Petschau) - Bělá nad Radbuzou (Weißensulz) - Bělá pod Bezdězem (Weißwasser) - Bělčice (Bielschitz) - Benátky nad Jizerou (Benatek) - Benešov (Beneschau) - Benešov nad Ploučnicí (Bensen) - Bezdružice (Weseritz) - Beroun (Beraun) - Bílina (Bilin) - Bílovec (Wagstadt) - Blansko (Blanz) - Blatná (Blatna) - Blovice (Blowitz) - Blšany (Flöhau) - Bochov (Buchau) - Bohumín (Oderberg) - Bohušovice nad Ohří (Bauschowitz) - Bojkovice (Bojkowitz) - Bor (Haid) - Borohrádek (Heideburg) - Borovany (Forbes) | - Boskovice (Boskowitz) - Boží Dar (Gottesgab) - Brandýs nad Labem-Stará Boleslav (Brandeis-Altbunzlau) - Brandýs nad Orlicí (Brandeis a.d. Adler) - Břeclav (Lundenburg) - Březová (Prösau) - Březová nad Svitavou (Brüsau) - Březnice (Bresnitz) - Břidličná (Friedland a.d. Mohra) - Brno (Brünn) - Broumov (Braunau) - Brtnice (Pirnitz) - Brumov-Bylnice (Brumow-Bilnitz) - Bruntál (Freudenthal) - Brušperk (Braunsberg) - Bučovice (Butschowitz) - Budišov nad Budišovkou (Bautsch) - Budyně nad Ohří (Budin) - Buštěhrad (Buschtiehrad) - Bystré (Bistrau) - Bystřice (Bistritz b. Beneschau) - Bystřice nad Pernštejnem (Bistritz ob Pernstein) - Bystřice pod Hostýnem (Bistritz am Hostein) - Bzenec (Bisenz) |

### C
| - Čáslav (Tschaslau) - Čelákovice (Tschelakowitz) - Černošice (Tschernoschitz) - Černošín (Tschernoschin) - Černovice (Tschernowitz) - Červená Řečice (Rotretschitz) - Červený Kostelec (Rothkosteletz) - Česká Kamenice (Böhmisch Kamnitz) - Česká Lípa (Böhmisch Leipa) - Česká Skalice (Böhmisch Skalitz) - Česká Třebová (Böhmisch Trübau) - České Budějovice (Budweis) - České Velenice (Gmünd-Bahnhof) - Český Brod (Böhmisch Brod) - Český Dub (Böhmisch Aicha) - Český Krumlov (Krumau) - Český Těšín (Teschen) | - Chabařovice (Karbitz) - Cheb (Eger) - Chlumec (Kulm) - Chlumec nad Cidlinou (Chlumetz a.d. Zidlina) - Choceň (Chotzen) - Chodov (Chodau) - Chomutov (Komotau) - Chotěboř (Chotieborsch) - Chrast - Chrastava (Kratzau) - Chřibská (Kreibitz) - Chropyně (Chropin) - Chrudim - Chvaletice (Chwalletitz) - Chýně (Cheyn) - Chýnov (Chejnow) - Chyše (Chiesch) - Cvikov (Zwickau) |

### D
| - Dačice (Datschitz) - Dašice (Daschitz) - Děčín (Tetschen) - Desná (Dessendorf) - Deštná (Deschna) - Dobřany (Dobrzan) - Dobřichovice (Dobschichowitz) - Dobříš (Doberschisch) - Dobrovice (Dobrowitz) - Dobruška (Gutenfeld) - Doksy (Hirschberg am See) | - Dolní Benešov (Beneschau) - Dolní Bousov (Nieder Bausow) - Dolní Kounice (Kanitz) - Dolní Poustevna (Niedereinsiedel) - Domažlice (Taus) - Dubá (Dauba) - Dubí (Eichwald) - Dubňany (Dubnian) - Duchcov (Dux) - Dvůr Králové nad Labem (Königinhof) |

### F
| - Františkovy Lázně (Franzensbad) - Frenštát pod Radhoštěm (Frankstadt unterm Radhoscht) - Frýdek-Místek (Friedeck-Mistek) - Frýdlant (Friedland i. Böhmen) | - Frýdlant nad Ostravicí (Friedland a. d. Ostrawitza) - Fryšták (Freistadtl) - Fulnek |

### G
- Golčův Jeníkov (Goltsch-Jenikau)

### H
| - Habartov (Habersbirk) - Habry (Habern) - Hanušovice (Hannsdorf) - Harrachov (Harrachsdorf) - Hartmanice (Hartmanitz) - Havířov - Havlíčkův Brod (Deutsch Brod) - Hejnice (Haindorf) - Heřmanův Městec (Hermannstädtel) - Hlinsko - Hluboká nad Vltavou (Frauenberg) - Hlučín (Hultschin) - Hluk (Hulken) - Hodkovice nad Mohelkou (Liebenau) - Hodonín (Göding) - Holešov (Holleschau) - Holice (Holitz) - Holýšov (Holeischen) - Hora Svaté Kateřiny (Sankt Katharinaberg) - Horažďovice (Horaschdowitz) - Hořice (Horschitz) - Horní Benešov (Benisch) - Horní Blatná (Bergstadt Platten) - Horní Bříza (Oberbirken) - Horní Cerekev (Oberzerekwe) - Horní Jelení (Oberjellen) | - Horní Jiřetín (Obergeorgenthal) - Horní Planá (Oberplan) - Horní Slavkov (Schlaggenwald) - Hořovice (Horowitz) - Horšovský Týn (Bischofteinitz) - Hostinné (Arnau) - Hostivice (Hostiwitz) - Hoštka (Gastorf) - Hostomice (Hostomitz) - Hostouň (Hostau) - Hradec Králové (Königgrätz) - Hradec nad Moravicí (Grätz) - Hrádek (Hradek) - Hrádek nad Nisou (Grottau) - Hranice (Roßbach) - Hranice (Mährisch Weißkirchen) - Hrob (Klostergrab) - Hrochův Týnec (Hrochowteinitz) - Hronov (Hronow) - Hrotovice (Hrottowitz) - Hroznětín (Lichtenstadt) - Hrušovany nad Jevišovkou (Grusbach) - Hulín (Hullein) - Humpolec (Gumpolds) - Husinec (Hussinetz) - Hustopeče (Auspitz) |

### I
- Ivančice (Eibenschitz)
- Ivanovice na Hané (Eiwanowitz i.d. Hanna)

### J
| - Jablonec nad Jizerou (Jablonetz) - Jablonec nad Nisou (Gablonz a. d. Neiße) - Jablonné nad Orlicí (Gabel a. d. Adler) - Jablonné v Podještědí (Deutsch Gabel) - Jablunkov (Jablunkau) - Jáchymov (St. Joachimsthal) - Janov (Johannesthal) - Janovice nad Úhlavou (Janowitz a. d. Angel) - Janské Lázně (Johannisbad i. Rsgb.) - Jaroměř (Jermer) - Jaroměřice nad Rokytnou (Jarmeritz) - Javorník (Jauernig) - Jemnice (Jamnitz) - Jesenice (Jessenitz) | - Jesenice (Jechnitz) - Jeseník (Freiwaldau) - Jevíčko (Gewitsch) - Jevišovice (Jaispitz) - Jičín (Gitschin) - Jihlava (Iglau) - Jilemnice (Starkenbach) - Jílové (Eulau) - Jílové u Prahy (Eule) - Jindřichův Hradec (Neuhaus) - Jiříkov (Georgswalde) - Jirkov (Görkau) - Jistebnice (Jistebnitz) |

### K
| - Kadaň (Kaaden) - Kamenice nad Lipou (Kamnitz a. d. Linde) - Kamenický Šenov (Steinschönau) - Kaplice (Kaplitz) - Kardašova Řečice (Kardasch Retschitz) - Karlovy Vary (Karlsbad) - Karolinka (Karolinenhütte) - Karviná (Karwin) - Kasejovice (Kassejowitz) - Kašperské Hory (Bergreichenstein) - Kaznějov (Kaznau) - Kdyně (Neugedein) - Kelč (Keltsch) - Kladno - Kladruby (Kladrau) - Klášterec nad Ohří (Klösterle a. d. Eger) - Klatovy (Klattau) - Klecany (Großkletzan) - Klimkovice (Königsberg) - Klobouky u Brna (Klobouk) - Kojetín (Kojetein) - Kolín (Kolin) - Konice (Konitz) - Kopidlno - Kopřivnice (Nesselsdorf) - Koryčany (Koritschan) - Kosmonosy (Kosmanos) | - Košťany (Kosten) - Kostelec na Hané (Kosteletz i. d. Hanna) - Kostelec nad Černými lesy (Schwarzkosteletz) - Kostelec nad Labem (Elbekosteletz) - Kostelec nad Orlicí (Adlerkosteletz) - Kouřim (Gurim) - Kožlany (Koschlan) - Králíky (Grulich) - Kralovice (Kralowitz) - Kralupy nad Vltavou (Kralup a. d. Moldau) - Králův Dvůr (Königshof) - Kraslice (Graslitz) - Krásná Hora nad Vltavou (Schönberg a. d. Moldau) - Krásná Lípa (Schönlinde) - Krásné Údolí (Schönthal) - Krásno (Schönfeld) - Kravaře (Deutsch Krawarn) - Krnov (Jägerndorf) - Kroměříž (Kremsier) - Krupka (Graupen) - Kryry (Kriegern) - Kunovice (Kunowitz) - Kunštát (Kunstadt) - Kuřim (Gurein) - Kutná Hora (Kuttenberg) - Kyjov (Gaya) - Kynšperk nad Ohří (Königsberg a. d. Eger) |

### L
| - Lanškroun (Landskron) - Lanžhot (Landshut i. Mähren) - Lázně Bělohrad (Bad Bielohrad) - Lázně Bohdaneč (Bad Bochdanetsch) - Lázně Kynžvart (Bad Königswart) - Ledeč nad Sázavou (Ledetsch a. d. Sasau) - Ledvice (Ladowitz) - Letohrad (Geiersberg) - Letovice (Lettowitz) - Libáň (Liban) - Libčice nad Vltavou (Libschitz a. d. Moldau) - Liběchov (Liboch) - Liberec (Reichenberg) - Libochovice (Libochowitz) - Libušín (Libuschin) - Lipnice nad Sázavou (Lipnitz an der Sasau) - Lipník nad Bečvou (Leipnik) - Lišov (Lischau) | - Litoměřice (Leitmeritz) - Litomyšl (Leitomischl) - Litovel (Littau) - Litvínov (Leutensdorf) - Loket (Elbogen) - Lom (Bruch) - Lomnice nad Lužnicí (Lomnitz a. d. Lainsitz) - Lomnice nad Popelkou (Lomnitz a. d. Popelka) - Loštice (Loschitz) - Loučná pod Klínovcem (Böhmisch Wiesenthal) - Louny (Laun) - Lovosice (Lobositz) - Luby (Schönbach) - Lučany nad Nisou (Wiesenthal) - Luhačovice (Luhatschowitz) - Luže (Lusche) - Lysá nad Labem (Lissa a. d. Elbe) |

### M
| - Manětín (Manetin) - Marienbad (Marienbad) - Mašťov (Maschau) - Měčín (Metschin) - Mělník (Melnik) - Městec Králové (Königstädtel) - Město Albrechtice (Olbersdorf) - Město Touškov (Tuschkau) - Meziboří (Schönbach) - Meziměstí (Halbstadt) - Mikulášovice (Nixdorf) - Mikulov (Nikolsburg) - Miletín (Miletin) - Milevsko (Mühlhausen) - Miličín (Militschin) - Milovice (Milowitz) - Mimoň (Niemes) - Miroslav (Mißlitz) - Mirošov (Miröschau) | - Mirotice (Mirotice) - Mirovice (Mirowitz) - Mladá Boleslav (Jungbunzlau) - Mladá Vožice (Jungwoschitz) - Mnichovice (Mnichowitz) - Mnichovo Hradiště (Münchengrätz) - Mníšek pod Brdy (Mnischek) - Modřice (Mödritz) - Mohelnice (Müglitz) - Moravská Třebová (Mährisch Trübau) - Moravské Budějovice (Mährisch Budwitz) - Moravský Beroun (Bärn) - Moravský Krumlov (Mährisch Kromau) - Morkovice-Slížany (Morkowitz-Slischan) - Most (Brüx) - Mšeno (Wemschen) - Mýto (Mauth) |

### N
| - Náchod (Nachod) - Nalžovské Hory - Náměšť nad Oslavou (Namiest a. d. Oslawa) - Napajedla (Napajedl) - Nasavrky (Nassaberg) - Nechanice (Nechanitz) - Nejdek (Neudek) - Němčice nad Hanou (Niemtschitz a. d. Hanna) - Nepomuk (Pomuk) - Neratovice (Neratowitz) - Netolice (Nettolitz) - Neveklov (Neweklau) - Nová Bystřice (Neubistritz) - Nová Paka (Neupaka) - Nová Role (Neurohlau) | - Nová Včelnice (Neuötting-Vtschelnitz) - Nové Hrady (Gratzen) - Nové Město na Moravě (Neustadtl) - Nové Město nad Metují (Neustadt a. d. Mettau) - Nové Město pod Smrkem (Neustadt a. d. Tafelfichte) - Nové Sedlo (Neusattl) - Nové Strašecí (Neustraschitz) - Nový Bor (Haida) - Nový Bydžov (Neubidschow) - Nový Jičín (Neutitschein) - Nový Knín (Neuknin) - Nymburk (Nimburg) - Nýřany (Nürschan) - Nýrsko (Neuern) |

### O
| - Odolena Voda (Odolenswasser) - Odry (Odrau) - Olešnice (Oels) - Olomouc (Olmütz) - Oloví (Bleistadt) - Opava (Troppau) - Opočno (Opotschno) | - Orlová (Orlau) - Osečná (Oschitz) - Osek (Ossegg) - Oslavany (Oslawan) - Ostrava (Ostrau) - Ostrov (Schlackenwerth) - Otrokovice (Otrokowitz) |

### P
| - Pacov (Patzau) - Pardubice (Pardubitz) - Paskov (Paskau) - Pec pod Sněžkou (Petzer) - Pečky (Petschek) - Pelhřimov (Pilgrams) - Petřvald (Peterswald) - Pilníkov (Pilnikau) - Písek (Pisek) - Planá (Plan) - Planá nad Lužnicí (Plan a. d. Lainsitz) - Plánice (Planitz) - Plasy (Plaß) - Plesná (Fleißen) - Plumlov (Blumenau) - Plzeň (Pilsen) - Poběžovice (Ronsperg) - Počátky (Potschatek) - Podbořany (Podersam) - Poděbrady (Podiebrad) - Podivín (Kostel) | - Pohořelice (Pohrlitz) - Police nad Metují (Politz a. d. Mettau) - Polička (Politschka) - Polná (Polna) - Postoloprty (Postelberg) - Potštát (Bodenstadt) - Prachatice (Prachatitz) - Praha (Prag) - Přebuz (Früßbuß) - Přelouč (Pschelautsch) - Přerov (Prerau) - Přeštice (Pschestitz) - Příbor (Freiberg i. Mähren) - Příbram (Pibrans) - Přibyslav (Primislau) - Přimda (Pfraumberg) - Proseč (Prosetsch) - Prostějov (Proßnitz) - Protivín (Protiwin) - Pyšely (Pischel) |

### R
| - Rabí (Rabi) - Radnice (Radnitz) - Rájec-Jestřebí (Raitz-Jestreb) - Rajhrad (Großraigern) - Rakovník (Rakonitz) - Ralsko (Roll) - Raspenava (Raspenau) - Rejštejn (Unterreichenstein) - Řevnice (Rewnitz) - Říčany (Ritschan) - Rokycany (Rokitzan) - Rokytnice nad Jizerou (Rochlitz a. d. Iser) - Rokytnice v Orlických horách (Rokitnitz) - Ronov nad Doubravou (Ronow a. d. Doubrawa) - Rosice (Rossitz) - Rotava (Rothau) | - Roudnice nad Labem (Raudnitz a. d. Elbe) - Rousínov (Neuraußnitz) - Rovensko pod Troskami (Rowensko) - Rožďalovice (Roschdialowitz) - Rožmberk nad Vltavou (Rosenberg) - Rožmitál pod Třemšínem (Rosenthal) - Rožnov pod Radhoštěm (Rosenau) - Roztoky (Rostok) - Rtyně v Podkrkonoší (Hertin) - Rudná - Rudolfov (Rudolfstadt) - Rumburk (Rumburg) - Rychnov nad Kněžnou (Reichenau a. d. Knieschna) - Rychnov u Jablonce nad Nisou (Reichenau) - Rychvald (Reichwaldau) - Rýmařov (Römerstadt) |

### S
| - Sadská (Sadska) - Sázava (Sasau) - Seč (Setsch) - Sedlčany (Seltschan) - Sedlec-Prčice (Sedletz-Pertschitz) - Sedlice (Sedlitz) - Semily (Semil) - Šenov (Schönhof) - Sezemice (Sesemitz) - Sezimovo Ústí (Alttabor) - Skalná (Wildstein) - Skuteč (Skutsch) - Slaný (Schlan) - Šlapanice (Schlappanitz) - Slatiňany (Slatinian) - Slavičín (Slawitschin) - Slavkov u Brna (Austerlitz) - Slavonice (Zlabings) - Šluknov (Schluckenau) - Slušovice (Sluschowitz) - Smečno (Smetschno) - Smiřice (Smirschitz) - Smržovka (Morchenstern) - Soběslav (Sobieslau) - Sobotka - Sokolov (Falkenau a. d. Eger) - Solnice (Solnitz) - Spálené Poříčí (Brennporitschen) | - Špindlerův Mlýn (Spindlermühle) - Staňkov (Stankau) - Staré Město (Altstadt b. Ungarisch Hradisch) - Staré Město pod Sněžníkem (Mährisch Altstadt) - Stárkov (Starkstadt) - Starý Plzenec (Altpilsen) - Štěpánov (Stefanau) - Šternberk (Sternberg) - Štětí (Wegstädtl) - Štíty (Schildberg) - Stochov (Stochau) - Stod (Staab) - Strakonice (Strakonitz) - Štramberk (Stramberg) - Stráž nad Nežárkou (Platz a. d. Naser) - Stráž pod Ralskem (Wartenberg a. Rollberge) - Strážnice (Straßnitz) - Strážov (Drosau) - Stříbro (Mies) - Strmilov (Tremles) - Studénka (Stauding) - Suchdol nad Lužnicí (Suchenthal) - Šumperk (Mährisch Schönberg) - Sušice (Schüttenhofen) - Světlá nad Sázavou (Swietla ob der Sasau) - Švihov (Schwihau) - Svitavy (Zwittau) - Svoboda nad Úpou (Freiheit a. d. Aupa) - Svratka (Swratka) |

### T
| - Tábor (Tabor) - Tachov (Tachau) - Tanvald (Tannwald) - Telč (Teltsch) - Teplá (Tepl) - Teplice (Teplitz-Schönau) - Teplice nad Metují (Wekelsdorf) - Terezín (Theresienstadt) - Tišnov (Tischnowitz) - Toužim (Theusing) - Tovačov (Tobitschau) - Třebechovice pod Orebem (Hohenbruck) - Třebenice (Trebnitz) - Třebíč (Trebitsch) | - Třeboň (Wittingau) - Třemošná (Tschemoschna) - Třemošnice (Tremoschnitz) - Třešť (Triesch) - Trhové Sviny (Schweinitz) - Trhový Štěpánov (Markt Stiepanau) - Třinec (Trzynietz) - Trmice (Türmitz) - Trutnov (Trautenau) - Turnov (Turnau) - Týn nad Vltavou (Moldautein) - Týnec nad Labem (Elbeteinitz) - Týnec nad Sázavou (Teinitz a. d. Sasau) - Týniště nad Orlicí (Tinischt) |

### U
| - Uherské Hradiště (Ungarisch Hradisch) - Uherský Brod (Ungarisch Brod) - Uherský Ostroh (Ungarisch Ostra) - Uhlířské Janovice (Kohl-Janowitz) - Újezd u Brna (Aujest) - Unhošť (Unhoscht) - Uničov (Mährisch Neustadt) | - Úpice (Eipel) - Úsov (Mährisch Aussee) - Úštěk (Auscha) - Ústí nad Labem (Aussig) - Ústí nad Orlicí (Wildenschwert) - Úterý (Neumarkt) - Úvaly (Auwal) |

### V
| - Valašské Klobouky (Wallachisch Klobouk) - Valašské Meziříčí (Wallachisch Meseritsch) - Valtice (Feldsberg) - Vamberk (Wamberg) - Varnsdorf (Warnsdorf) - Vejprty (Weipert) - Velešín (Weleschin) - Velká Bíteš (Heinrichs) - Velká Bystřice (Großwisternitz) - Velké Bílovice (Billowitz) - Velké Hamry (Großhammer) - Velké Meziříčí (Groß Meseritsch) - Velké Opatovice (Groß Opatowitz) - Velké Pavlovice (Großpaulowitz) - Velký Šenov (Groß Schönau) - Veltrusy (Weltrus) - Velvary (Welwarn) - Verneřice (Wernstadt) - Veselí nad Lužnicí (Wessely a. d. Lainsitz) - Veselí nad Moravou (Wessely a. d. March) - Větřní (Wettern) - Veverská Bítýška (Eichhorn Bittischka) - Vidnava (Weidenau) | - Vimperk (Winterberg) - Vítkov (Wigstadtl) - Vizovice (Wisowitz) - Vlašim (Wlaschim) - Vlachovo Březí (Wällisch Birken) - Vodňany (Wodnian) - Volary (Wallern) - Volyně (Wolin) - Votice (Wotitz) - Vracov (Wratzow) - Vratimov (Rattimau) - Vrbno pod Pradědem (Würbenthal) - Vrchlabí (Hohenelbe) - Vroutek (Rudig) - Všeruby (Wscherau) - Vsetín (Wesetin) - Vyškov (Wischau) - Výsluní (Sonnenberg) - Vysoké nad Jizerou (Hochstadt a. d. Iser) - Vysoké Mýto (Hohenmauth) - Vysoké Veselí (Hochwessely) - Vyšší Brod (Hohenfurth) |

### Z
| - Zábřeh (Hohenstadt) - Žacléř (Schatzlar) - Zákupy (Reichstadt) - Žamberk (Senftenberg) - Žandov (Sandau) - Zásmuky (Sasmuk) - Žatec (Saaz) - Zbiroh (Sbirow) - Zbýšov (Zbeschau) - Ždánice (Steinitz) - Žďár nad Sázavou (Saar) - Zdice (Zditz) - Ždírec nad Doubravou (Zdiretz) - Žebrák (Bettlern) | - Železná Ruda (Markt Eisenstein) - Železnice (Eisenstadtel) - Železný Brod (Eisenbrod) - Židlochovice (Seelowitz) - Žirovnice (Serownitz) - Zlaté Hory (Zuckmantel) - Zlín (Zlin) - Zliv (Sliw) - Žlutice (Luditz) - Znojmo (Znaim) - Zruč nad Sázavou (Srutsch a. d. Sasau) - Zubří (Zubern) - Žulová (Friedeberg) |